# Windows Embedded Industry
Windows Embedded Industry, anteriormente Windows Embedded POSReady y Windows Embedded for Point of Service, es una subfamilia de sistema operativo desarrollada por Microsoft como parte de su familia de productos Windows Embedded. Basado en Windows NT, Windows Embedded Industry está diseñado para su uso en dispositivos industriales como cajas registradoras, cajeros automáticos y cajas de autoservicio. Windows Embedded 8.1 Industry fue la última versión, con Windows 10 IoT Enterprise reemplazando tanto a Windows Embedded Industry como a Windows Embedded Standard.

## Releases

### Windows Embedded for Point of Service (WEPOS)
Basado en Windows XP con el service pack 2 y designado para usar en Situaciones de punto de servicio, WEPOS expandido Microsoft's Windows Embedded familia de productos. Fue la primera versión de Windows Embedded que podría usar el Agente de actualización de Windows para actualizar una imagen instalada e implementada. Service Pack 3 (SP3) para WEPOS fue lanzado el 8 de octubre de 2008. Cuando la nueva política de Microsoft Lifecycle Support para Internet Explorer entró en vigencia el 12 de enero de 2016, IE6 el soporte se eliminó no solo de WEPOS, sino de todas las demás plataformas compatibles. WEPOS fue también la última plataforma soportada para IE7 después de esta fecha. Windows Embedded for Point of Service se lanzó el 24 de mayo de 2005.

### Windows Embedded POSReady 2009
Basado en Windows XP con SP3, esta versión ofrece más funciones en Windows Embedded for Point of Service, como Full Localización y XPS apoyo si .NET Framework 3.5 o superior está instalado. Windows Embedded POSReady 2009 fue lanzado el 9 de diciembre de 2008. Antes del fin de soporte de XP, algunos Windows XP los usuarios han informado de que la Regedit La herramienta en su sistema operativo se puede utilizar para 'engañar' Windows Update en aceptar actualizaciones dirigidas a POSReady 2009. Con el soporte de WEPOS finalizado, POSReady 2009 y Windows Embedded Standard 2009 fueron los únicos Windows XP derivados todavía soportados oficialmente, hasta el 9 de abril del 2019, día en el cual terminó el soporte a dichas versiones y el fin de soporte total "muerte" de Windows XP.

### Windows Embedded POSReady 7
Windows Embedded POSReady 7 es la primera versión de Windows Embedded Industry basada en el Windows 7. Fue lanzado el 1 de julio de 2011.

### Windows Embedded 8 Industry
Basado en Windows 8, Windows Embedded 8 Industrial fue estrenada el 2 de abril de 2013. Disponible en versiones Pro y Enterprise. TLa versión Pro solo está disponible preinstalada en dispositivos OEM, mientras que la versión Enterprise está disponible solo a través del canal de licencias por volumen. La versión Enterprise también proporciona características específicas integradas diseñadas para integrarse sin problemas con Windows 8 Enterprise. Alaska Airlines utiliza dispositivos de entretenimiento a bordo de Windows Embedded 8 Industry.

### Windows Embedded 8.1 Industry
Basado en Windows 8.1, Windows Embedded 8.1 Industry se lanzó el 17 de octubre de 2013. Como con 8 Industry, está disponible en ambas versiones Pro y Enterprise. Windows Embedded 8.1 Industry Update fue lanzado el 16 de abril de 2014.
| OS                                    | RAM   | HDD    |
| ------------------------------------- | ----- | ------ |
| Windows Embedded for Point of Service | 64 MB | 380 MB |
| Windows Embedded POSReady 2009        | 64 MB | 480 MB |
| Windows Embedded POSReady 7           | 1 GB  | 16 GB  |
| Windows Embedded 8 Industry           | 1 GB  | 16 GB  |
| Windows Embedded 8.1 Industry         | 1 GB  | 16 GB  |